# Ovamed

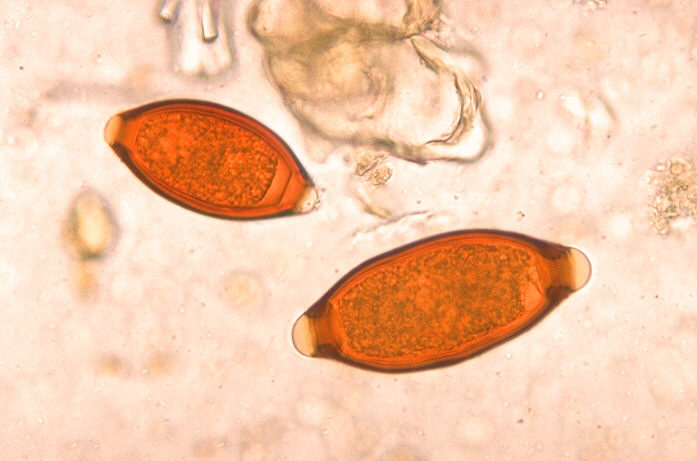
Vajíčka Trichuris sp.

Ovamed GmbH je německá biotechnologická společnost zaměřená na produkci a prodej vajíček parazita Trichuris suis, která jsou určena k helmintické terapii lidí s Crohnovou chorobou, ulcerózní kolitidou, případně k léčbě dalších autoimunitních nemocí. Firma byla založena v roce 2003 (původní jméno Biocure) a sídlí ve vesnici Barsbütell nedaleko Hamburku.

## Historie firmy a předmět podnikání
Zakladateli firmy jsou Detlev Goj a Alexander Beese, kterým se podařilo převést  výzkumný projekt University of Iowa do komerční podoby. Předmětem výzkumu vědců z Iowy byla terapie pacientů s tzv. Inflamatory bowel diseases (Crohnova choroba, ulcerózní kolitida) pomocí červů tenkohlavce prasečího (Trichuris suis). Podstatou efektu červů u lidí je dříve popsaná imunomodulace, při níž je červem inhibována Th-1 odpověď. Právě tato Th-1 imunitní odpověď organismu je hlavní příčinou autoimunitních nemocí. Hlavním produktem firmy jsou životaschopná vajíčka T. suis ve sterilním vodném roztoku určené k perorální aplikaci.